# Project Snowblind
Project: Snowblind es un videojuego de disparos en primera persona desarrollado por Crystal Dynamics y publicado por Eidos Interactive para PlayStation 2, Xbox y Microsoft Windows en el 2005. El juego sigue al soldado Nathan Frost, quien luego de sufrir heridas en una misión es mejorado con nanotecnología y es enviado contra un régimen militar conocido como la República. Los jugadores controlan a Frost a través de una serie de niveles lineales, utilizando sus mejoras tanto en combate como para manipular dispositivos de seguridad como cámaras. El multijugador en línea  permite que hasta dieciséis jugadores participen en modos que van desde batallas en equipo hasta batallas en solitario.
Iniciando su desarrollo en 2004, el juego fue el primer intento de Crystal Dynamic de crear un juego de disparos en primera persona y originalmente planeado como parte de la saga Deus Ex con la asesoría del desarrollador original Ion Storm. El juego finalmente se convirtió en su propia serie, pero retuvo elementos de juego de sus origen de Deus Ex . La recepción del videojuego fue positiva en general.

## Jugabilidad
Similarmente a Deus Ex , el enfoque del juego de Project: Snowblind es brindar al jugador una variedad de opciones sobre cómo abordar cualquier situación. Aunque el juego es en su mayoría lineal, los niveles cuentan con múltiples caminos a través de un área determinada, lo que permite a los jugadores enfrentarse de frente disparando sus armas o intentar encontrar un camino lateral más sigiloso. A diferencia de Deus Ex, el juego se centra por completo en el combate puro, pero ofrece al jugador múltiples opciones en cada batalla. Cada arma del juego tiene un modo de disparo secundario, varios de los cuales crean efectos exóticos, como un enjambre de drones que busca y ataca a los enemigos. El jugador también puede lanzar una variedad de granadas con diferentes efectos, incluido un escudo antidisturbios que crea una pared de energía temporal para que el jugador tome cubierta. El jugador también puede usar un dispositivo especial, llamado "Icepick", para piratear cámaras, torretas y robots enemigos y usarlos contra los enemigos. El juego también cuenta con varios vehículos manejables. Finalmente, el personaje del jugador posee una variedad de mejoras nanotecnológicas que pueden usarse para otorgarle varios poderes. 

### Mejoras
Uno de los principales focos de la jugabilidad de Project: Snowblind son las mejoras de nanotecnología de Nathan Frost. Aunque la mayoría de las mejoras de Frost están inactivas al comienzo del juego, se activan a medida que avanza el juego, lo que le otorga poderes adicionales a Frost

### Multijugador
El modo multijugador de Snowblind presenta varios de los elementos que se encuentran en la campaña para un jugado, incluidos vehículos manejables, la capacidad de operar y piratear cámaras y torretas en el campo de batalla, y la capacidad de usar poderes de aumento.

## Sinopsis
En el año 2065, un régimen militar llamado la República, liderado por el general Yan Lo, ataca Hong Kong. Una fuerza internacional de paz estacionada en Hong Kong, conocida como Liberty Coalition, tiene la misión de defender la isla de la invasión. El nuevo soldado Nathan Frost llega justo antes de que un gran ataque lo deje al borde de la muerte. Con las modificaciones nanotecnológicas experimentales concedidas, Frost se pone a cargo del esfuerzo de la Coalición para derrotar a la República y matar a Yan Lo. Finalmente, rescatan al científico desertor Joseph Liaw, quien revela el plan de Yan Lo. Creyendo que la tecnología está debilitando a la humanidad, Yan Lo ha iniciado el "Proyecto: Snowblind"; planea detonar bombas EMP en Nueva York, París y Hong Kong, destruyendo los centros tecnológicos del mundo y desencadenando una nueva Edad Oscura.
En un intento por detener Project: Snowblind, Frost encabeza un controvertido asalto al búnker subterráneo de Yan Lo con el conocimiento de Liaw, luchando contra la guardia aumentada de élite de Yan Lo. Finalmente se enfrenta a Yan Lo, descubriendo que es un soldado mejorado como Frost. Creado hace veinte años utilizando una generación anterior de mejora mecánica, Yan Lo se volvió loco por los dolorosos efectos secundarios de la tecnología, generando su odio por la tecnología. Frost logra herir fatalmente a Yan Lo, pero declara que el Proyecto Snowblind continuará antes de explotarse a sí mismo.
En un intento final de detener Project: Snowblind, Frost lanza un asalto final a las instalaciones donde se preparan las bombas EMP para su distribución, con la ayuda de los soldados sobrevivientes de la Coalición. Mientras sus fuerzas mantienen a raya al resto de las fuerzas de la República, Frost entra en la instalación y destruye las bombas EMP, desconectando sus propios aumentos para poder sobrevivir a la onda de choque EMP resultante. La escena final muestra a Frost y los supervivientes, incluida Liaw, caminando hacia la base funcional de la Coalición más cercana a cincuenta millas de distancia.

## Desarrollo
En el 2003, tras el lanzamiento de Deus Ex: Invisible War, el desarrollador de la serie Ion Storm y el editor Eidos Interactive hicieron varios intentos para crear más juegos en la serie Deus Ex . Uno de estos proyectos, planeado como la tercera entrega de la serie después de Invisible War, se tituló Deus Ex: Clan Wars. A medida que avanzaba el desarrollo, el juego obtuvo su propia identidad y fue rebautizado como Project: Snowblind.La preproducción del Proyecto: Snowblind comenzó a principios del 2004, siendo el primer FPS producido por Crystal Dynamics.Durante su desarrollo inicial, Crystal Dynamics recibió asesorías de Ion Storm y del creador de la serie Warren Spector. A medida que avanzaba el desarrollo, el juego se convirtió en su propia entidad y tomó un nombre original.
La música fue compuesta por Troels Brun Folmann, quien se involucró con el juego después de unirse a la compañía para completar su investigación para su tesis doctoral. Project Snowblind fue el segundo proyecto de Folmann después de Robin Hood: Defender of the Crown. Fue invitado a componer para el juego con el fin de avanzar en su investigación sobre la música de los videojuegos. Los directores del juego querían que Folmann creara una "partitura orquestal épica con elementos orientales / étnicos".
Las versiones de Xbox y PC fueron creadas por Nixxes Software. El middleware multijugador fue proporcionado por Quazal en asociación con Eidos. Crystal Dynamics utilizó los modelos de software Net-Z y Rendez-Vous de Quazal para permitir un gran número de jugadores en las partidas, comunicación en tiempo real y fácil emparejamiento para las sesiones.

## Recepción
El juego recibió críticas favorables en todas las  plataformas según el agregador de reseñas de videojuegos Metacritic. Fue criticado por su corta duración y su multijugador inactivo, pero fue elogiado por su juego sorprendentemente entretenido.